# Lucius Gellius Publicola
Lucius Gellius Publicola I was een Romeins politicus en militair uit de 2e/1e eeuw v. Chr. Cicero vermeldt hem als 'contubernalis' van consul Gaius Papirius Carbo in 120 v. Chr. Niemand van zijn familie bekleedde ooit een hoger ambt in het Romeinse leger, en het blijft dan een open vraag op welke manier hij zich onderscheidde.
Het is evenmin bekend in welk jaar hij praetor werd, maar na afloop van zijn ambtstermijn kreeg hij de provincia Achaea toegewezen, die hij in de hoedanigheid van proconsul bestuurde. Tijdens dit stadhouderschap verbleef hij, op weg naar Klein-Azië, een tijdje in Athene. Daar verbaasde hij de intellectuele elite door, tijdens een ontmoeting met de Atheense filosofenscholen, met een doodernstig gezicht te verklaren dat er nu maar een einde moest komen aan hun aanhoudende gekibbel. Als dat niet mogelijk zou blijken bood hij volgaarne zijn diensten aan om hun geschillen en controversen definitief op te lossen. Het is niet zeker of hij dit wel als een grap bedoelde, maar veertig jaar later werd Publicola’s illustere uitspraak nog steeds als bron van ergernis geciteerd in de hoogste filosofische kringen.
In 74 v.Chr. trad hij op als verdediger van M. Octavius Ligur, wiens tegenstander op onrechtmatige wijze was bevoordeeld door Verres. In 72 v.Chr. was Gellius Publicola consul, samen met Gnaius Cornelius Lentulus. Samen zetten zij de oorlog tegen Spartacus verder. In de buurt van de Mons Garganus in Apulië versloeg Gellius eerst Crixus, een van Spartacus’ belangrijkste generaals, die sneuvelde in het gevecht. Vervolgens trokken de beide consuls op tegen Spartacus, die probeerde via de Alpen naar Gallië te ontsnappen. Zij bleken echter niet opgewassen tegen de beruchte gladiatorenleider, en werden in de Apennijnen een na één verslagen. Toen besloten de consuls hun krachten te bundelen, maar werden in Picenum opnieuw door hun onvermoeibare vijand verslagen, waarna de senaat het commando overdroeg aan Crassus. In 70 v.Chr. werd Gellius Publicola censor, samen met zijn ex-collega Lentulus. Zij kweten zich met grote gestrengheid van deze functie, en schrapten vele senatoren uit de senaatslijst, onder wie Gaius Antonius, de broer van Marcus Antonius.
In 67 en 66 v.Chr. fungeerde Gellius als legatus van Pompeius tijdens diens campagne tegen de piraten, en nam daarbij de militaire controle over de Tyrreense Zee voor zijn rekening, maar tijdens Catilina's eerste poging tot staatsgreep werd een poging ondernomen om zijn vloot te kapen. Deze poging mislukte weliswaar, maar Gellius wist ternauwernood aan de dood te ontsnappen.
Mede als gevolg van het persoonlijke risico dat hij daarbij gelopen had, werd hij een van de trouwste bondgenoten van Cicero in het bestrijden van Catilina's tweede poging tot staatsgreep. Hij diende daarom ook een voorstel in om Cicero op grond van zijn verdienste met een corona civica te belonen. Sindsdien werd hij beschouwd als een trouwe vriend van Cicero en aanhanger van de aristocratische partij. In 59 v.Chr. tekende hij verzet aan tegen de door Caesar voorgestelde landhervormingen, en pleitte in 57 voor Cicero's terugkeer uit ballingschap. Sindsdien loopt het spoor enigszins duister. Toen Cicero in 55 v.Chr. zijn rede tegen Piso uitsprak was hij nog in leven, maar schijnt niet lang nadien overleden te zijn.